# Championnat de Pologne de football 1973-1974
Navigation
Édition précédente Édition suivante

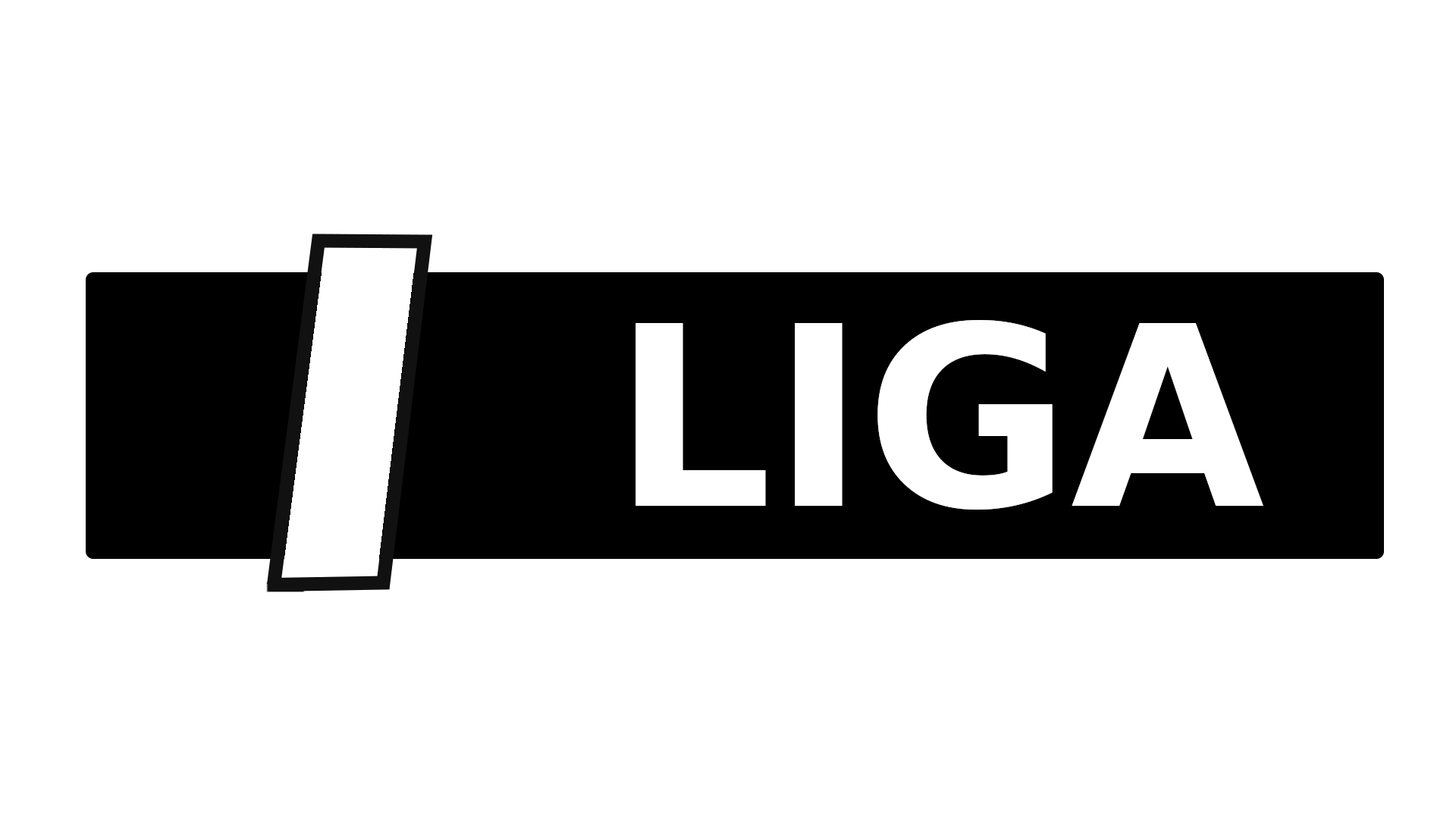

La saison 1973-1974 du championnat de Pologne est la quarante-sixième saison de l'histoire de la compétition. Cette édition a été remportée par le Ruch Chorzów, devant le Górnik Zabrze.

## Les clubs participants
| Club               | Ville     |
| ------------------ | --------- |
| Gornik Zabrze      | Zabrze    |
| Gwardia Varsovie   | Varsovie  |
| Lech Poznań        | Poznań    |
| Legia Varsovie     | Varsovie  |
| LKS Łódź           | Lódź      |
| Odra Opole         | Opole     |
| Pogoń Szczecin     | Szczecin  |
| Polonia Bytom      | Bytom     |
| ROW Rybnik         | Rybnik    |
| Ruch Chorzów       | Chorzów   |
| Sląsk Wrocław      | Wrocław   |
| Stal Mielec        | Mielec    |
| Szombierki Bytom   | Bytom     |
| Wisła Cracovie     | Cracovie  |
| Zagłębie Sosnowiec | Sosnowiec |
| Zagłębie Wałbrzych | Wałbrzych |

## Compétition

### Classement
| Rang | Équipe                      | Pts | J  | G  | N  | P  | Bp | Bc | Diff |
| ---- | --------------------------- | --- | -- | -- | -- | -- | -- | -- | ---- |
| 1    | Ruch Chorzów (C)            | 41  | 30 | 14 | 13 | 3  | 53 | 23 | +30  |
| 2    | Górnik Zabrze               | 38  | 30 | 16 | 6  | 8  | 43 | 27 | +16  |
| 3    | Stal Mielec (T)             | 37  | 30 | 13 | 11 | 6  | 41 | 24 | +17  |
| 4    | Legia Varsovie [pourquoi ?] | 34  | 30 | 12 | 10 | 8  | 38 | 28 | +10  |
| 5    | Wisła Cracovie              | 34  | 30 | 11 | 12 | 7  | 35 | 27 | +8   |
| 6    | ŁKS Łódź                    | 29  | 30 | 9  | 11 | 10 | 24 | 28 | -4   |
| 7    | ROW Rybnik                  | 29  | 30 | 9  | 11 | 10 | 24 | 28 | -4   |
| 8    | Pogoń Szczecin              | 29  | 30 | 8  | 13 | 9  | 28 | 38 | -10  |
| 9    | Gwardia Varsovie            | 28  | 30 | 7  | 14 | 9  | 26 | 27 | -1   |
| 10   | Lech Poznań                 | 28  | 30 | 8  | 12 | 10 | 25 | 26 | -1   |
| 11   | Zagłębie Sosnowiec          | 27  | 30 | 10 | 7  | 13 | 22 | 31 | -9   |
| 12   | Polonia Bytom               | 27  | 30 | 7  | 13 | 10 | 23 | 34 | -11  |
| 13   | Śląsk Wrocław (P)           | 27  | 30 | 9  | 9  | 12 | 21 | 34 | -13  |
| 14   | Szombierki Bytom (P)        | 26  | 30 | 8  | 10 | 12 | 26 | 31 | -5   |
| 15   | Odra Opole                  | 24  | 30 | 6  | 12 | 12 | 25 | 37 | -12  |
| 16   | Zagłębie Wałbrzych          | 22  | 30 | 7  | 8  | 15 | 22 | 33 | -11  |

| Légende | Légende                                                                                      |
| ------- | -------------------------------------------------------------------------------------------- |
|         | Coupe des clubs champions européens 1974-1975 (1er tour)                                     |
|         | Coupe d'Europe des vainqueurs de coupe 1974-1975 (1er tour)                                  |
|         | Coupe UEFA 1974-1975 (1er tour)                                                              |
|         | Relégué en II Liga                                                                           |
|         | (T) : Tenant du titre 1972-1973 (C) : Vainqueur de la Coupe de Pologne 1973-1974 (P) : Promu |

## Bilan de la saison
| Tableau d'Honneur |              |
| Compétition       | Vainqueur    |
| I Liga            | Ruch Chorzów |
| Coupe de Pologne  | Ruch Chorzów |

| Promotions et relégations |                               |
| Relégués en II Liga       | Odra Opole Zagłębie Wałbrzych |
| Promus de II Liga         | GKS Tychy Arka Gdynia         |

| Qualifications européennes 1974-1975   |                              |
| Coupe des clubs champions européens    | Qualifié                     |
| 1er tour                               | Ruch Chorzów                 |
| Coupe d'Europe des vainqueurs de coupe | Qualifié                     |
| 1er tour                               | Gwardia Varsovie             |
| Coupe UEFA                             | Qualifiés                    |
| 1er tour                               | Górnik Zabrze Legia Varsovie |

## Meilleurs buteurs
| # | Joueur         | Équipe         | Buts |
| - | -------------- | -------------- | ---- |
| 1 | Zdzisław Kapka | Wisła Cracovie | 15   |
| 2 | Grzegorz Lato  | Stal Mielec    | 13   |
|   | Joachim Marx   | Ruch Chorzów   | 13   |